# Hobo (Huila)
Hobo é um município da Colômbia, localizado no departamento de Huila.